# جان نانس گارنر
جان نانس گارنر (انگلیسی: John Nance Garner; ۲۲ نوامبر ۱۸۶۸ – ۷ نوامبر ۱۹۶۷) سیاستمدار، قاضی و وکیل اهل ایالات متحده آمریکا و ۳۲مین معاون رئیس‌جمهور ایالات متحده آمریکا بود.